# Yoshihide Kozai
Yoshihide Kozai (古在 由秀, Kozai Yoshihide), né le 1er avril 1928 et mort le 5 février 2018, est un astrophysicien japonais spécialiste de mécanique céleste. Il fut président de l'Union astronomique internationale de 1988 à 1991.
Il est notamment connu pour avoir découvert le mécanisme qui depuis porte son nom.
L'astéroïde (3040) Kozai a été nommé en son honneur.